# 이와테 멘코이 TV

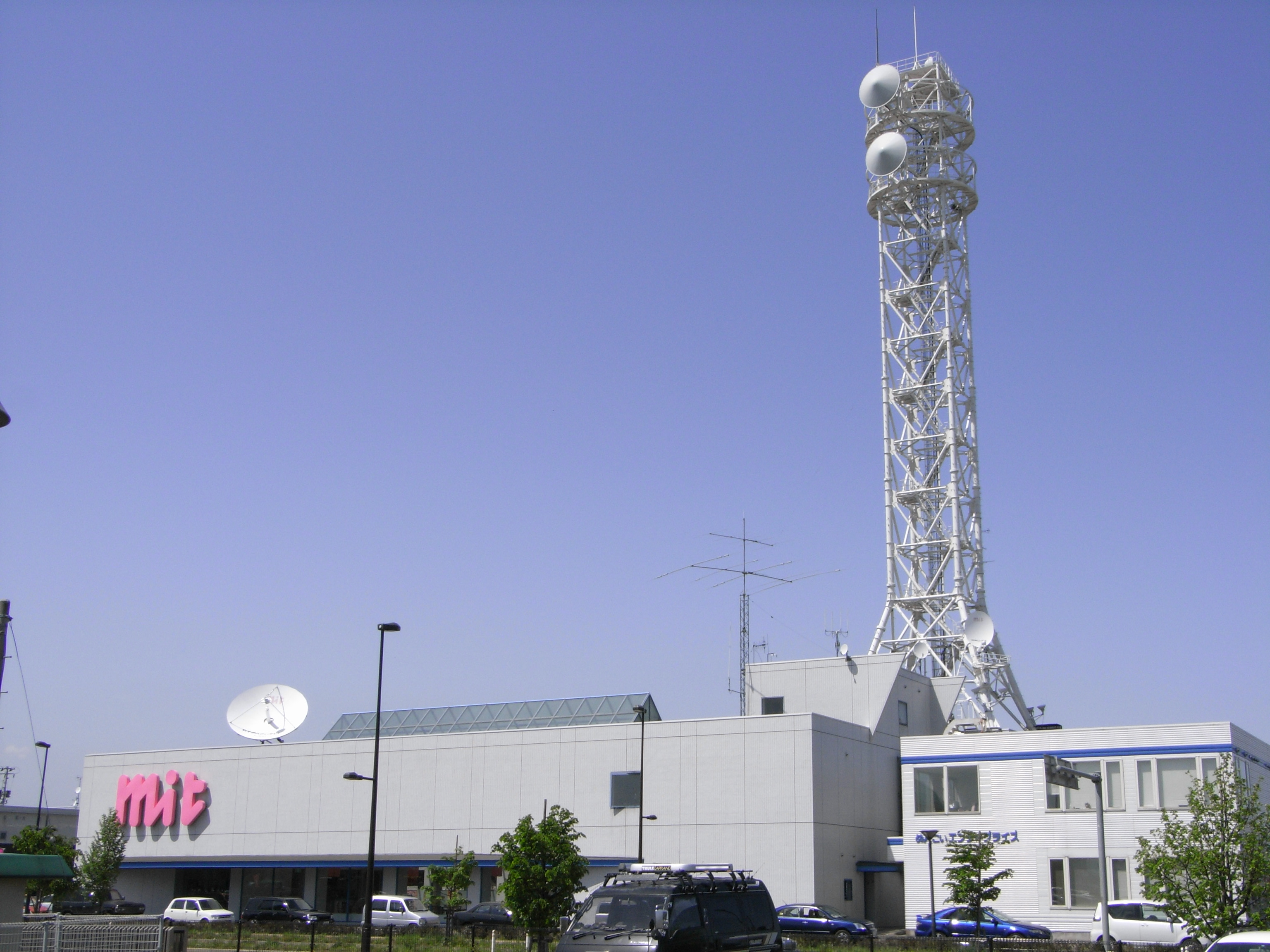

이와테 멘코이 TV는 1991년 10월 1일 이와테현의 3번째로 개국한 민영방송국으로 약칭은 MIT, 콜사인은 JOYH-DTV이다.

## 개요
- 일본의 버블경제기에 우정성(현재의 총무성)이 추진한 「일본민방 4국화」(정보 격차 시정을 이유로 일본에서 적어도 민방 4계열을 시청 할 수 있는 것을 목표로 한 정책)의 흐름을 탄 형태로 1991년 4월 개국하였으며 당시 후지 텔레비전 계열국의 개국은 1975년 10월 1일 TV 신히로시마 개국 이후 15년하고도 반년만의 일이었다.
- 개국 당초, 본사는 미즈사와 시(현·오슈시 미즈사와구)에 설치되어 현청 소재지의 모리오카시에는 「업무 센터(연주소)」가 설치되었다. 덧붙이면 당시 모리오카 업무 센터는 당시에 개발되지 않은 지역에 설치되어 「논안의 텔레비전 방송국」이라는 이름으로 불렸다.
- 현내의 다른 민영방송국보다 자사 제작을 덜하면서 안정된 경영을 목표로 했으나 여유가 생기면서 서서히 프로그램 제작에도 힘쓰기 시작했다. 그러나 그 후 후지 텔레비전의 경영난과 이와테현의 불경기 때문에 다시 자사 제작을 억제하기 시작했다.
- 미즈사와 본사·방송 센터에는 「현내 제일의 넓이」를 자랑하는 스튜디오가 설치되었지만, 실제로는 사용되지 않았고, 대신 쓰기 편리한 모리오카 업무 센터가 본사·방송 센터 기능을 담당하게 된다.
- 다른 이와테 현의 민영 방송국과 비교해서 아날로그 텔레비전 중계국이 적었으나 디지털 텔레비전 중계국을 설치하면서 이 문제는 해결되었다.

## 연혁
- 1990년 4월 10일 설립
- 1991년 4월 1일 개국
- 2006년 7월 1일 지상 디지털 텔레비전 방송의 시험 방송을 개시
- 2006년 9월 25일 지상 디지털 텔레비전 방송의 본면허 교부
- 2006년 10월 1일 지상 디지털 텔레비전 방송 개시
- 2007년 9월 3일 기타카미 지국 개설
- 2012년 3월 31일 지상파 아날로그 텔레비전 방송 종료

## 특징
- 회사명에 쓰인 멘코이라는 말은 일본 도호쿠 지방 사투리로 귀엽다라는 뜻이다.
- 2007년 기타가미 지사 설치 이전까지 이와테현 민영방송국에서 유일하게 기타카미시에 지사 지국이 없었다.

## 이와테현에 있는 다른 텔레비전·라디오 방송국
- NHK 모리오카 방송국
- TV 이와테(TVI)(니혼 TV 계열)
- 이와테 아사히 TV(IAT)(TV 아사히 계열)
- IBC 이와테 방송(IBC)(TV는 도쿄 방송 계열, 라디오는 JRN&NRN계열)
- FM이와테(JFN 계열)